# کیتی پرایس
کیتی پرایس (انگلیسی: Katie Price؛ زادهٔ ۲۲ مهٔ ۱۹۷۸) هنرپیشه، مانکن، و خواننده اهل بریتانیا است. وی از سال ۱۹۹۶ میلادی تاکنون مشغول فعالیت بوده‌است.